# Pericoptus
Pericoptus je rod brouků z čeledi vrubounovití, který je endemický Novém Zélandu. Jedná se o jediný rod z podčeledi nosorožíci (Dynastinae), který je čistě novozélandským endemitním rodem. Jeho zástupci obývají písečné duny a pláže oceánského pobřeží i písčité břehy záplavových říčních oblastí. Rod zahrnuje následujících 5 druhů:
- Pericoptus frontalis
- Pericoptus nitidulus
- Pericoptus punctatus
- Pericoptus stupidus
- Pericoptus truncatus